# Анопльодера
Голошийка (Anoplodera Mulsant, 1839) — рід жуків з родини Скрипунових. 
В Україні поширено 2 види:
1. Голошийка рудонога (Anoplodera rufipes Schaller, 1783 ssp. rufipes (Schaller, 1783))
2. Голошийка шестипляма (Anoplodera sexguttata Fabricius, 1775)